# Любовни квартири
„Любовни квартири“ (на английски: Singles) е американска романтична комедия от 1992 г., написан, ко-продуциран и режисиран от Камерън Кроу, и участват Бриджит Фонда, Кембъл Скот, Кира Седжуик и Мат Дилън. Снимките на филма започват на 11 март 1991 г. и приключват на 24 май 1991 г. Филмът е разпространен от „Уорнър Брос“ и е пуснат на 18 септември 1992 г.

## Актьорски състав
| Актьор         | Роля                |
| -------------- | ------------------- |
| Бриджит Фонда  | Джанет Ливърмор     |
| Кембъл Скот    | Стив Дун            |
| Кира Седжуик   | Линда Пауъл         |
| Шийла Кели     | Деби Хънт           |
| Джим Тру-Фрост | Дейвид Бейли        |
| Мат Дилън      | Клиф Понсиър        |
| Бил Пулман     | Д-р Джефри Джеймсън |
| Джеймс ЛеГрос  | Анди                |
| Девън Реймънд  | Рут                 |
| Камило Галардо | Лъц                 |
| Али Уокър      | Пам                 |
| Ерик Столц     | Мимът               |
| Джеръми Пивън  | Дъг Хюли            |
| Том Скерит     | Кмет Уебър          |
| Питър Хортън   | Джейми              |

## В България
В България филмът е издаден на VHS от „Брайт Айдиас“ през юли 1993 г.
На 26 февруари 2003 г. е издаден на DVD от „Александра Видео“.
На 22 август 2009 г. е излъчен по PRO.BG.
През 2013 г. се излъчва и по каналите на „Нова Броудкастинг Груп“.
Български дублажи
| Превод              | Люба Станкова                                                            |
| Озвучаващи артисти  | Радосвета Василева Таня Кировска Вяра Коларова Чавдар Монов Пламен Захов |
| Тонрежисьор         | Петър Колев                                                              |
| Режисьор на дублажа | Костадин Бонев                                                           |

| Озвучаващи артисти  | Нина Гавазова Даниела Сладунова Николай Николов Станислав Димитров Симеон Владов |
| Преводач            | Вихрен Томов                                                                     |
| Тонрежисьор         | Ангел Ангелов                                                                    |
| Режисьор на дублажа | Десислава Знаменова                                                              |